# Guan cara-roig
El guan cara-roig (Penelope dabbenei) és una espècie d'ocell de la família dels cràcids (Cracidae) que habita la selva humida dels Andes, al sud-est de Bolívia i nord-oest de l'Argentina.